# Czarna Pantera: Wakanda w moim sercu
Czarna Pantera: Wakanda w moim sercu (oryg. Black Panther: Wakanda Forever) – amerykański fantastycznonaukowy film akcji z 2022 roku na podstawie serii komiksów o superbohaterze o tym samym pseudonimie wydawnictwa Marvel Comics. Za reżyserię odpowiada Ryan Coogler na podstawie scenariusza napisanego wspólnie z Joem Robertem Cole’em. Tytułową rolę zagrała Letitia Wright, a obok niej w głównych rolach wystąpili: Lupita Nyong’o, Danai Gurira, Winston Duke, Dominique Thorne, Florence Kasumba, Michaela Coel, Ténoch Huerta, Martin Freeman, Julia Louis-Dreyfus i Angela Bassett. Chadwick Boseman miał powrócić w tytułowej roli, lecz zmarł w sierpniu 2020 roku.
W filmie przywódcy królestwa Wakandy walczą o ochronę swojego narodu przed najeźdźcami po śmierci króla T’Challi.
Wakanda w moim sercu wchodzi w skład IV Fazy Filmowego Uniwersum Marvela. Jest trzydziestym filmem należącym do tej franczyzy i stanowi część jej drugiego rozdziału zatytułowanego Saga Multiwersum. Jest kontynuacją filmu Czarna Pantera z 2018 roku. Na 2023 rok został zapowiedziany serialowy spin-off, zatytułowany Ironheart, z Thorne w tytułowej roli, który zadebiutuje Disney+. Światowa premiera Wakandy w moim sercu miała miejsce 26 października 2022 roku w Los Angeles. W Polsce film zadebiutował 11 listopada tego samego roku. Wakanda w moim sercu przy budżecie szacowanym na 250 milionów dolarów zarobiła prawie 860 milionów i otrzymała pozytywne oceny od krytyków.

## Streszczenie fabuły
T’Challa, król Wakandy, jest śmiertelnie chory. Jego siostra Shuri wierzy, że można go uleczyć za pomocą ziela w kształcie serca, dlatego próbuje syntetycznie je odtworzyć po tym, jak zostało zniszczone przez Killmongera. Jednak nie udaje jej się to, a T’Challa umiera.
Rok później na Wakandę wywierana jest zewnętrzna presja, by podzieliła się swoimi zasobami vibranium, a niektóre państwa próbują wykraść je siłą. Królowa Ramonda błaga Shuri, by kontynuowała badania nad odtworzeniem ziela w kształcie serca mając nadzieję na stworzenie nowej Czarnej Pantery, która będzie bronić Wakandy. Shuri jednak odmawia, ponieważ uważa, że Czarna Pantera jest reliktem przeszłości. CIA i US Navy SEALs używają na Oceanie Atlantyckim urządzenie do wykrywania vibranium w celu zlokalizowania potencjalnego złoża tego surowca pod wodą. Ekspedycja zostaje zaatakowana i zabita przez grupę niebieskoskórych, oddychających pod wodą nadludzi, na czele której stoi Namor, jednak CIA uważa, że odpowiedzialna jest za to Wakanda. Namor omijając zaawansowane zabezpieczenia Wakandy spotyka się z Ramondą i Shuri. Obwinia on Wakandę za wyścig świata w celu pozyskania złóż vibranium i stawia im ultimatum, by dostarczyły mu naukowca odpowiedzialnego za stworzenie urządzenia do wykrywania vibranium, w przeciwnym razie zaatakuje Wakandę.
Shuri i Okoye dowiadują się od agenta CIA, Everetta K. Rossa, że naukowcem, o którym mowa, jest studentka Massachusetts Institute of Technology – Riri Williams. Shuri i Okoye spotykają się z nią na uczelni, by zabrać ją i ochronić przed Namorem w Wakandzie. Są ścigane przez FBI, a następnie przez wojowników Namora, którzy pokonują Okoye oraz zabierają Shuri i Williams pod wodę na spotkanie z Namorem. Ramonda, rozgniewana niepowodzeniem Okoye, pozbawia ją tytułu generała Dora Milaje i spotyka się z Nakią, która od kilku lat mieszka na Haiti. Namor pokazuje Shuri jego bogate w vibranium podwodne królestwo Talokan, które od wieków chronione jest przed odkryciem przez świat. Namor proponuje sojusz z Wakandą przeciwko reszcie świata, a w przypadku odmowy grozi zniszczeniem Wakandy. Nakia pomaga Shuri i Williams uciec, a Namor bierze odwet atakując Wakandę. Podczas ataku Namora na Wakande, Ramonda tonie ratując Williams. Namor obiecuje wrócić za tydzień ze swoją pełną armią, a mieszkańcy Wakandy przenoszą się w góry Jabari. Ross zostaje aresztowany przez swoją byłą żonę i dyrektorkę CIA, Valentinę Allegra de Fontaine, za wymianę tajnych informacji wywiadowczych z mieszkańcami Wakandy.
Po pogrzebie Ramondy Shuri używa pozostałości ziela, które dało ludowi Namora nadludzkie zdolności do rekonstrukcji ziela w kształcie serca. Spożywa je, zyskując nadludzkie zdolności i widzi Killmongera podczas spotkania z przodkami, który namawia ją do zemsty. Shuri zakłada nowy strój Czarnej Pantery i zostaje akceptowana przez pozostałe plemiona Wakandy jako Czarna Pantera. Pomimo wezwań M’Baku do pokoju, Shuri jest zdeterminowana, aby dokonać zemsty na Namorze za śmierć matki i nakazuje natychmiastowy kontratak na Talokan. Ayo obejmuje stanowisko generała Dora Milaje, a Okoye i Anneka otrzymują od Shuri zbroję Midnight Angel. Natomiast Williams tworzy napędzany egzoszkielet, podobny do zbroi Iron Mana, aby pomóc mieszkańcom Wakandy.
Używając statku morskiego, Wakandyjczycy zwabiają Namora i jego wojowników na jego powierzchnię, gdzie dochodzi do bitwy. Shuri więzi Namora w myśliwcu chcąc go wysuszyć i osłabić. Rozbiją się na piaszczystej plaży i walczą. Shuri zyskuje przewagę, ale zdaje sobie sprawę z podobieństw między ich ścieżkami i prosi Namora o ustąpienie, w zamian za pokojowy sojusz. Namor akceptuje warunki i bitwa się kończy. Williams wraca na uczelnię zostawiając swoją zbroje w Wakandzie, a Okoye uwalnia Rossa z aresztu. Shuri sadzi ziele w kształcie serca, by zapewnić przyszłość tytułowi Czarnej Pantery. Shuri odwiedza Nakię na Haiti, gdzie zgodnie z życzeniem Ramondy pali swoją ceremonialną szatę pogrzebową po śmierci brata. Pod jej nieobecność M’Baku występuje o tron Wakandy.
W scenie pomiędzy napisami Nakia przedstawia Shuri swojego i T’Challi syna, Toussainta, który wyjawia jej swoje prawdziwe wakandyjskie imię – T’Challa.

## Obsada
- Letitia Wright jako Shuri / Czarna Pantera, młoda księżniczka Wakandy i siostra T’Challi, rozwijająca supernowoczesne technologie ich kraju[8][9].
- Lupita Nyong’o jako Nakia, była dziewczyna T’Challi, pracująca dla wywiadu Wakandy, która pochodzi z plemienia Rzecznego[10].
- Danai Gurira jako Okoye, dowódczyni Dora Milaje, straży T’Challi. Jest tradycjonalistką i wywodzi się z plemienia Strażników[11].
- Winston Duke jako M’Baku, przywódca górskiego plemienia Jabari[10].
- Dominique Thorne jako Riri Williams / Ironheart, genialna wynalazczyni, która stworzyła zbroję wzorowaną na zbroi Tony’ego Starka[12].
- Florence Kasumba jako Ayo, członkini Dora Milaje[13].
- Michaela Coel jako Aneka, członkini Dora Milaje[14][15][9].
- Ténoch Huerta jako Namor, mutant i władca Tlalocan[16] określany przez swój lud imieniem K’uk’ulkan[9].
- Martin Freeman jako Everett K. Ross, członek CIA i były uczestnik grupy ds. wspólnego zwalczania terroryzmu[17].
- Julia Louis-Dreyfus jako Valentina Allegra de Fontaine, nowa dyrektor CIA i była żona Rossa[9].
- Angela Bassett jako Ramonda, matka T’Challi i Shuri, wdowa po T’Chace[10].

Ponadto swoje role z poprzedniego filmu powtórzyli: Michael B. Jordan jako N’Jadaka / Erik „Killmonger” Stevens, syn N’Jobu, który zginął z rąk T’Challi; Isaach de Bankolé, Dorothy Steel i Danny Sapani jako M’Kathu, członkowie starszyzny Wakandy, reprezentujący odpowiednio plemienia Rzeczne, Kupców i Strażników; Connie Chiume jako Zawavari, członek starszyzny Wakandy, która zajęła miejsce Zuriego i wcześniej reprezentowała plemię Górników oraz Trevor Noah jako głos Griota, sztucznej inteligencji stworzonej przez Shuri. W filmie wystąpili również: Mabel Cadena jako Namora, kuzynka Namora i Alex Livanalli jako Attuma, tlalocański wojownik, María Mercedes Coroy jako matka Namora; Lake Bell jako Graham, naukowiec zajmująca się poszukiwaniem vibranium; Richard Schiff jako sekretarz Stanów Zjednoczonych oraz Divine Love Konadu-Sun jako T’Challa, syn T’Challi i Nakii, który ukrywany jest pod imieniem Toussaint.
Chadwick Boseman pojawił się jako T’Challa przy wykorzystaniu archiwalnych nagrań z jego udziałem. Prezenter CNN, Anderson Cooper zagrał samego siebie w roli cameo.
 

## Produkcja

### Rozwój projektu

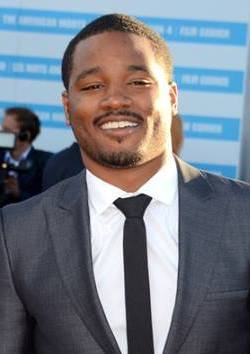
Ryan Coogler, reżyser filmu

Zaraz po premierze Czarnej Pantery Kevin Feige poinformował, że planowana jest kontynuacja i chciałby, aby Ryan Coogler również nad nią pracował. W październiku potwierdzono, że powróci on na stanowisko reżysera i napisze scenariusz. W lipcu 2019 roku, podczas San Diego Comic-Conu Feige potwierdził, że druga część jest w trakcie przygotowań do produkcji. Miesiąc później, podczas D23 Expo została wyznaczona amerykańska data premiery na 6 maja 2022 roku oraz podany tymczasowy tytuł Black Panther II. W grudniu 2020 roku data ta została przesunięta na 8 lipca. Na początku maja 2021 roku ujawniono, że tytuł filmu będzie brzmiał Black Panther: Wakanda Forever. W lipcu poinformowano, że Joe Robert Cole ponownie pracował z Cooglerem nad scenariuszem. W październiku data premiery filmu została ponownie przesunięta na 11 listopada. W lipcu 2022 roku wyjawiono, że film będzie wchodził w skład Sagi Multiwersum oraz że będzie ostatnim filmem Fazy IV. Producentami filmu zostali Feige i Nate Moore.

### Casting
W listopadzie 2018 roku ujawniono, że Letitia Wright powróci w roli Shuri. W lipcu 2019 roku John Kani wyjawił, że chciałby powtórzyć rolę T’Chaka. Kilka dni później potwierdzono, że Chadwick Boseman powróci w tytułowej roli. W tym samym miesiącu poinformowano, że Danai Gurira powtórzy rolę Okoye, a miesiąc później potwierdzono powrót Martina Freemana w roli Everetta K. Rossa.
W sierpniu 2020 roku Boseman zmarł wskutek nowotworu, z którym przegrał czteroletnią walkę. „The Hollywood Reporter” poinformowało, że studio może obsadzić nowego aktora w tej roli, co mogłoby doprowadzić oburzenia fanów oraz prób porównań między aktorami. Drugim zasugerowanym rozwiązaniem było przekazanie Shuri tytułu Czarnej Pantery podobnie, jak miało to miejsce w komiksach. W listopadzie Victoria Alonso zaprzeczyła doniesieniom, że studio planuje stworzenie cyfrowego wizerunku Bosemana w filmie.
W tym samym miesiącu poinformowano, że swoje role powtórzą: Lupita Nyong’o jako Nakia, Winston Duke jako M’Baku i Angela Bassett jako Ramonda. Ujawniono wtedy, że rola Wright będzie większa w tym filmie oraz że Ténoch Huerta negocjuje rolę głównego antagonisty. W grudniu Kevin Feige poinformował, że studio nie zamierza obsadzać nowego aktora w roli T’Challi.
W lipcu 2021 roku do obsady dołączyła Michaela Coel. W następnym miesiącu ujawniono, że Dominique Thorne wystąpi w filmie jako Riri Williams / Ironheart. W grudniu 2020 roku poinformowano, że Thorne została obsadzona w tej roli na potrzeby serialu Ironheart. Również w sierpniu wyjawiono, że w swoich rolach powrócą: Daniel Kaluuya jako W’Kabi, Florence Kasumba jako Ayo i Isaach de Bankolé. W październiku poinformowano o śmierci Dorothy Steel, która nagrała część scen ze swoim udziałem. W czerwcu 2022 roku wyjawiono, że Huerta zagra Namora. Akto do roli nauczył się języka majańskiego oraz pływania. W lipcu poinformowano, że Kaluuya nie powróci w filmie z powodu innych zobowiązań. Wyjawiono również, że Coel zagra Anekę oraz że w obsadzie znaleźli się Mabel Cadena jako Namora i Alex Livanalli jako Attuma.

### Zdjęcia i postprodukcja
Zdjęcia do filmu rozpoczęły się 29 czerwca 2021 roku w Trilith Studios w Atlancie pod roboczym tytułem Summer Break. Przed śmiercią Chadwicka Bosemana miały się one rozpocząć w marcu tego samego roku. W sierpniu realizowano zdjęcia w Worcester i w Bostonie, gdzie Letitia Wright doznała poważnej kontuzji. Wright powróciła na leczenie do Londynu, a od września kręcono sceny bez jej udziału. Od końca października do początku listopada nakręcono sceny w Brunswick. W połowie listopada prace na planie zostały wstrzymane, ponieważ ukończono realizację zdjęć, które nie wymagały udziału Wright. Zdjęcia wznowiono w połowie stycznia 2022 roku. Prace na planie zakończyły się pod koniec marca tego samego roku. Za zdjęcia odpowiadała Autumn Durald Arkapaw. Scenografią zajęła się Hannah Beachler, a kostiumy zaprojektowała Ruth E. Carter.
Montażem zajęli się: Michael Shawver, Kelley Dixon i Jennifer Lame. Efekty specjalne zostały stworzone przez studia produkcyjne: Industrial Light & Magic, Digital Domain, Wētā FX, Cinesite, Rise FX, SSVFX i Storm Studios, a odpowiadał za nie Geoffrey Baumann.

## Muzyka
We wrześniu 2021 roku poinformowano, że Ludwig Göransson, który pracował przy pierwszej części, skomponuje muzykę do filmu.
Minialbum zatytułowany Black Panther: Wakanda Forever Prologue zawierający trzy utwory, w tym cover utworu Boba Marleya – „No Woman, No Cry” w wykonaniu Tems, został wydany 25 lipca 2022 roku przez Hollywood Records i Marvel Music. 28 października premierę miał singel Rihanny, „Lift Me Up”, który znalazł się na albumie zatytułowanym Black Panther: Wakanda Forever – Music from and Inspired by wydanym 4 listopada przez Roc Nation, Def Jam Recordings i Hollywood Records. Natomiast, album z muzyką Göranssona, Black Panther: Wakanda Forever – Original Score, ukazał się 11 listopada nakładem Hollywood Records.
| Black Panther: Wakanda Forever Prologue – 2022 | Black Panther: Wakanda Forever Prologue – 2022 | Black Panther: Wakanda Forever Prologue – 2022                | Black Panther: Wakanda Forever Prologue – 2022 | Black Panther: Wakanda Forever Prologue – 2022 |
| Nr                                             | Tytuł utworu                                   | Autor                                                         | Wykonawca                                      | Długość                                        |
| ---------------------------------------------- | ---------------------------------------------- | ------------------------------------------------------------- | ---------------------------------------------- | ---------------------------------------------- |
| 1.                                             | „No Woman, No Cry”                             | V. Ford, Tems                                                 | Tems                                           | 3:34                                           |
| 2.                                             | „A Body, A Coffin”                             | Amaarae, K. Steed, J. Tanner, K. Kwei-Armah Jr., L. Göransson | Amaarae                                        | 2:50                                           |
| 3.                                             | „Soy”                                          | A. Jasso, L. Göransson                                        | Santa Fe Klan                                  | 3:09                                           |
|                                                |                                                |                                                               |                                                | 9:33                                           |

| Black Panther: Wakanda Forever – Music from and Inspired by – 2022 | Black Panther: Wakanda Forever – Music from and Inspired by – 2022 | Black Panther: Wakanda Forever – Music from and Inspired by – 2022              | Black Panther: Wakanda Forever – Music from and Inspired by – 2022 | Black Panther: Wakanda Forever – Music from and Inspired by – 2022 |
| Nr                                                                 | Tytuł utworu                                                       | Autor                                                                           | Wykonawca                                                          | Długość                                                            |
| ------------------------------------------------------------------ | ------------------------------------------------------------------ | ------------------------------------------------------------------------------- | ------------------------------------------------------------------ | ------------------------------------------------------------------ |
| 1.                                                                 | „Lift Me Up”                                                       | L. Göransson, R. Fenty, R. Coogler, Tems                                        | Rihanna                                                            | 3:16                                                               |
| 2.                                                                 | „Love & Loyalty (Believe)”                                         | Busiswa, E. Kimobana, K. Matona, M. Radebe, S. Msimango, S. Msolo               | Busiswa, DBN Gogo, Sino Msolo, Kamo Mphela i Young Stunna          | 6:20                                                               |
| 3.                                                                 | „Alone”                                                            | Burna Boy, L. Göransson, P. Oredope                                             | Burna Boy                                                          | 3:41                                                               |
| 4.                                                                 | „No Woman, No Cry”                                                 | V. Ford, Tems                                                                   | Tems                                                               | 3:34                                                               |
| 5.                                                                 | „Árboles Bajo El Mar”                                              | L. Göransson, A. Rojas, M. Cruz, V. Rodríguez                                   | Mare Advertencia Lirika i Vivir Quintana                           | 4:21                                                               |
| 6.                                                                 | „Con La Brisa”                                                     | A. Flores, L. Göransson                                                         | Foudeqush i Ludwig Göransson                                       | 2:47                                                               |
| 7.                                                                 | „La Vida”                                                          | Tha Product, E-40, G. Gutierrez, G. Fernández, J. Galván, O. Vega, L. Göransson | Snow Tha Product feat. E-40                                        | 2:37                                                               |
| 8.                                                                 | „Interlude”                                                        | L. Göransson, Stormzy                                                           | Stormzy                                                            | 2:18                                                               |
| 9.                                                                 | „Coming Back For You”                                              | A. Adefolahan, L. Göransson, P. Oredope                                         | Fireboy DML                                                        | 2:56                                                               |
| 10.                                                                | „They Want It, But No”                                             | L. Göransson, T. Nwigwe                                                         | Tobe Nwigwe i Fat Nwigwe                                           | 2:37                                                               |
| 11.                                                                | „Laayli’ kuxa’ano’one”                                             | L. Göransson, A. Guerra, J. Chable, R. Magaña                                   | ADN Maya Colectivo, Pat Boy, Yaalen K’uj i All Mayan Winik         | 3:44                                                               |
| 12.                                                                | „Limoncello”                                                       | D. Teel, Future, N. Coogler                                                     | OG DayV i Future                                                   | 2:34                                                               |
| 13.                                                                | „Anya Mmiri”                                                       | CKay, J. Orji, L. Göransson, P. Oredope, PinkPantheress                         | CKay feat. PinkPantheress                                          | 3:08                                                               |
| 14.                                                                | „Wake Up”                                                          | Rema, E. Khamofu, H. Bello                                                      | Bloody Civilian feat. Rema                                         | 2:42                                                               |
| 15.                                                                | „Pantera”                                                          | Rema, Alemán, L. Göransson                                                      | Alemán feat. Rema                                                  | 2:49                                                               |
| 16.                                                                | „Jele”                                                             | Busiswa, K. Matona, M. China, M. Radebe, S. Msimango, S. Msolo                  | Busiswa, DBN Gogo, Sino Msolo, Kamo Mphela i Young Stunna          | 3:49                                                               |
| 17.                                                                | „Inframundo”                                                       | L. Göransson, S. Ogarrio                                                        | Blue Rojo                                                          | 3:11                                                               |
| 18.                                                                | „No Digas Mi Nombre”                                               | L. Göransson, C. Espinoza, D. Pérez, J. Fernandez, M. Millan                    | Calle x vida i Foudeqush                                           | 3:42                                                               |
| 19.                                                                | „Mi Pueblo”                                                        | G. Poot                                                                         | Guadalupe de Jesús Chan Poot                                       | 2:40                                                               |
| 20.                                                                | „Born Again”                                                       | J. Fauntleroy, L. Göransson, R. Fenty, The-Dream                                | Rihanna                                                            | 3:33                                                               |
|                                                                    |                                                                    |                                                                                 |                                                                    | 1:06:19                                                            |

| Black Panther: Wakanda Forever – Original Score – 2022 | Black Panther: Wakanda Forever – Original Score – 2022 | Black Panther: Wakanda Forever – Original Score – 2022 | Black Panther: Wakanda Forever – Original Score – 2022 | Black Panther: Wakanda Forever – Original Score – 2022 |
| Nr                                                     | Tytuł utworu                                           | Autor                                                  | Wykonawca                                              | Długość                                                |
| ------------------------------------------------------ | ------------------------------------------------------ | ------------------------------------------------------ | ------------------------------------------------------ | ------------------------------------------------------ |
| 1.                                                     | „Nyana Wam”                                            | L. Göransson                                           | Baaba Maal i Massamba Diop                             | 1:44                                                   |
| 2.                                                     | „We Know What You Whisper”                             | L. Göransson                                           | Busiswa                                                | 4:00                                                   |
| 3.                                                     | „Sirens”                                               | L. Göransson                                           | Vivir Quintana i Mare Advertencia Lirika               | 3:56                                                   |
| 4.                                                     | „Welcome Home”                                         | L. Göransson                                           | Baaba Maal                                             | 2:10                                                   |
| 5.                                                     | „Lift Me Up (Score version)”                           | L. Göransson                                           | Joselyn Coogler                                        | 1:09                                                   |
| 6.                                                     | „He Wasn’t There”                                      | L. Göransson                                           | Jorja Smith                                            | 1:21                                                   |
| 7.                                                     | „Namor”                                                | L. Göransson                                           |                                                        | 3:41                                                   |
| 8.                                                     | „They Want It, But No (Film version)”                  | L. Göransson                                           | Tobe Nwigwe i Fat Nwigwe                               | 4:13                                                   |
| 9.                                                     | „Árboles Bajo El Mar (Film version)”                   | L. Göransson                                           | Quintana i Lirika                                      | 6:30                                                   |
| 10.                                                    | „Lost to the Depths”                                   | L. Göransson                                           |                                                        | 1:29                                                   |
| 11.                                                    | „Con La Brisa (Film version)”                          | L. Göransson                                           | Foudeqush i Ludwig Göransson                           | 2:40                                                   |
| 12.                                                    | „Yucatán”                                              | L. Göransson                                           |                                                        | 1:41                                                   |
| 13.                                                    | „Let Us Burn It Together”                              | L. Göransson                                           |                                                        | 3:40                                                   |
| 14.                                                    | „This Will Mean War”                                   | L. Göransson                                           | Magatte Sow                                            | 2:09                                                   |
| 15.                                                    | „Namor’s Throne”                                       | L. Göransson                                           |                                                        | 2:15                                                   |
| 16.                                                    | „Imperius Rex”                                         | L. Göransson                                           |                                                        | 7:41                                                   |
| 17.                                                    | „Mama”                                                 | L. Göransson                                           |                                                        | 4:42                                                   |
| 18.                                                    | „Who Did You See?”                                     | L. Göransson                                           |                                                        | 3:12                                                   |
| 19.                                                    | „Wakanda Forever”                                      | L. Göransson                                           |                                                        | 2:35                                                   |
| 20.                                                    | „Blood for Blood”                                      | L. Göransson                                           |                                                        | 1:28                                                   |
| 21.                                                    | „Yibambe!”                                             | L. Göransson                                           |                                                        | 7:24                                                   |
| 22.                                                    | „Sink the Ship”                                        | L. Göransson                                           |                                                        | 3:51                                                   |
| 23.                                                    | „It Could Have Been Different”                         | L. Göransson                                           |                                                        | 1:53                                                   |
| 24.                                                    | „Vengeance Has Consumed Us”                            | L. Göransson                                           |                                                        | 4:04                                                   |
| 25.                                                    | „Alliance”                                             | L. Göransson                                           |                                                        | 1:47                                                   |
| 26.                                                    | „T’Challa”                                             | L. Göransson                                           |                                                        | 1:25                                                   |
|                                                        |                                                        |                                                        |                                                        | 1:22:40                                                |

## Promocja
Ryan Coogler i obsada filmu pojawili się na panelu Marvel Studios podczas San Diego Comic-Conu, gdzie został zaprezentowany pierwszy zwiastun filmu. Został on obejrzany 172 miliony razy w ciągu pierwszych 24 godzin. Drugi zwiastun pojawił się 3 października.

## Wydanie
Światowa premiera filmu Czarna Pantera: Wakanda w moim sercu miała miejsce 26 października 2022 roku w Los Angeles. W wydarzeniu tym uczestniczyła obsada, twórcy filmu oraz zaproszeni goście. Premierze towarzyszył czerwony dywan oraz szereg konferencji prasowych.
W Polsce i Stanach Zjednoczonych zadebiutował 11 listopada tego samego roku. Początkowo amerykańską datę premiery zaplanowano ją na 6 maja, później została przesunięta na 8 lipca, a następnie na 11 listopada.

## Odbiór

### Box office
Czarna Pantera: Wakanda w moim sercu mając budżet szacowany na 250 milionów dolarów zarobiła w weekend otwarcia ponad 331 milionów dolarów, z czego w Stanach Zjednoczonych i Kanadzie uzyskała ponad 181 milionów. W Stanach Zjednoczonych było to trzecie najlepsze otwarcie od czasu rozpoczęcia pandemii COVID-19, drugie, co do wielkości w 2022 roku oraz najwyższe otwarcie listopada. W sumie film zarobił prawie 860 milionów dolarów.

### Krytyka w mediach
Film spotkał się z pozytywną reakcją krytyków. W serwisie Rotten Tomatoes 84% z 427 recenzji uznano za pozytywne, a średnia ocen wystawionych na ich podstawie wyniosła 7,2/10. Na portalu Metacritic średnia ważona ocen z 62 recenzji wyniosła 67 punktów na 100. Natomiast według serwisu CinemaScore, zajmującego się mierzeniem atrakcyjności filmów w Stanach Zjednoczonych, publiczność przyznała mu ocenę A w skali od F do A+.
Mark Hughes z „Forbesa” napisał, że film „rozdziera serce, ale także napełni ci je ponownie nadzieją i sprawi, że będziesz wiwatować, gdy pochodnia zostanie przekazana nowemu pokoleniu, które z pewnością sprawi, że ich poległy król będzie dumny”. Sheri Flanders z „Chicago Reader” oceniła, że jest to przemyślana i dojrzała eksploracja społecznego żalu w Filmowym Uniwersum Marvela, Czarna Pantera: Wakanda w moim sercu to odpowiedni hołd dla spuścizny Chadwicka Bosemana. Odie Henderson z „The Boston Globe” stwierdził, że „mimo całej komiksowej przemocy, przesadnej nikczemności i zbyt mrocznych efektów specjalnych, w swej istocie jest to film o radzeniu sobie ze stratą”. Kambole Campbell z „Empire Magazine” uznała, że „Czarna Pantera: Wakanda w moim sercu wyróżnia się z nieco schematycznej ery filmów Marvela: łączy ją przekonujące wyczucie miejsca i pełny pasji panegiryk dla Chadwicka Bosemana”. Jake Coyle z Associated Press ocenił, że „Wakanda w moim sercu jest zbyt długa, trochę niezgrabna… Ale płynna zdolność Cooglera do mieszania intymności ze spektaklem pozostaje wciągająca”. Charles Pulliam-Moore z The Verge napisał, że „Czarna Pantera: Wakanda w moim sercu gra jak triumfalna celebracja idei, żałobne pożegnanie z prawdziwym bohaterem i obietnica jeszcze wspanialszych rzeczy, które nadejdą”. Owen Gleiberman z „Variety” stwierdził, że „Wakanda w moim sercu zawiera toczący się swoim tempem emocjonalny suspens. Kiedy film zaczyna nabierać rozpędu, nie odpuszcza”. Brian Truitt z „USA Today” ocenił, że „Ryan Coogler zapewnia solidną kontynuację fenomenalnej Czarnej Pantery z 2018 roku, która jest zabawna, inteligentna i rozdzierająca serce, imponująca w budowaniu świata, szczera w poglądach na światową politykę i naturalnie pełna ogromnych sekwencji akcji”. Ann Hornaday z „The Washington Post” uznała, że „Wakanda w moim sercu kończy się uczuciem beznadziejnego utknięcia w martwym punkcie ukrywając niezdolność do ruszenia naprzód i uciekając się do powtarzalnych, zbyt znanych sekwencji akcji, ckliwych emocjonalnych rytmów i nieangażującej, czasami niespójnej historii”. Natomiast Kyle Smith z „The Wall Street Journal” napisał, że „po serii maniakalnych superbohaterskich hitów, które odbijały się od jednego cyfrowego spektaklu do drugiego, ten nie spieszy się z prezentowaniem postaci i fabuły, ale też rozwija ich w żadnym satysfakcjonującym stopniu”.
Wojtek Smoła z IGN Polska ocenił, że jest „to hołd dla Chadwicka Bosemana, który jednak nie jest pozbawiony wad prostego kina superbohaterskiego. Liczne dziury fabularne i najzwyczajniej głupie decyzje bohaterów sprawiają, że seans potrafi się dłużyć i wywołać u widza mieszane emocje”. Franciszek Zatyka z Filmwebu stwierdził, że „zbiorowa żałoba przesiąka film, choć bywa, że niemożność utrzymania dystansu do żywych wspomnień nieco mu szkodzi. Im bliżej finału, tym więcej pęknięć pojawia się na zbroi z superbohaterskiej konwencji”. Dawid Muszyński z NaEkranie.pl uznał, że w filmie „zabrało, pewnej spójności i ciekawszego poprowadzenia postaci. Ostatni akt jest pełen niedomówień i niedokończonych wątków, które są najprawdopodobniej wprowadzeniem do innych projektów studia”. Radosław Krajewski z Gram.pl napisał, że „Czarna Pantera: Wakanda w moim sercu jest bardzo nierówna w niemal każdym aspekcie. Gdy wydaje się, że w końcu otrzymamy pełne emocji widowisko, które pokaże inną stronę kina superbohaterskiego, nadchodzi druga połowa, która zaprzepaszcza wszystko, co do tego momentu pierwsza zdołała zbudować”. Jakub Bojakowski z tygodnika „Wprost” ocenił, że „czegoś zabrakło” napisał również, że „po seansie nie czułem wprawdzie rozczarowania, ale też nie czułem tak częstej po produkcjach MCU satysfakcji”.

### Nagrody i nominacje
| Rok  | Ceremonia                                           | Kategoria                                                                 | Nominowani                                                             | Rezultat  | Przypis         |
| ---- | --------------------------------------------------- | ------------------------------------------------------------------------- | ---------------------------------------------------------------------- | --------- | --------------- |
| 2022 | Hollywood Music in Media Awards                     | Najlepsza ścieżka dźwiękowa w filmie fantastycznonaukowym                 | Ludwig Göransson                                                       | Nominacja | [ 85 ] [ 86 ]   |
| 2022 | Hollywood Music in Media Awards                     | Najlepsza oryginalna piosenka w filmie                                    | „Lift Me Up” – Tems, Rihanna, Ryan Coogler i Ludwig Göransson          | Wygrana   | [ 85 ] [ 86 ]   |
| 2022 | Hollywood Music in Media Awards                     | Najlepsza muzyka lub utwór w zwiastunie                                   | „No Woman, No Cry” / „Alright”                                         | Nominacja | [ 85 ] [ 86 ]   |
| 2022 | Sunset Film Circle Awards                           | Najlepsza aktorka drugoplanowa                                            | Angela Bassett                                                         | Nominacja | [ 87 ]          |
| 2022 | Las Vegas Film Critics Society Awards               | Najlepszy film akcji                                                      | Czarna Pantera: Wakanda w moim sercu                                   | Nominacja | [ 88 ]          |
| 2022 | Las Vegas Film Critics Society Awards               | Najlepsza piosenka                                                        | „Lift Me Up” – Tems, Rihanna, Ryan Coogler i Ludwig Göransson          | Nominacja | [ 88 ]          |
| 2022 | Las Vegas Film Critics Society Awards               | Najlepsze kostiumy                                                        | Ruth E. Carter                                                         | Nominacja | [ 88 ]          |
| 2022 | Las Vegas Film Critics Society Awards               | Najlepsza scenografia                                                     | Hannah Beachler, Lisa K. Sessions                                      | Nominacja | [ 88 ]          |
| 2022 | Las Vegas Film Critics Society Awards               | Najlepszy filmowy zespół aktorski                                         | Czarna Pantera: Wakanda w moim sercu                                   | Nominacja | [ 88 ]          |
| 2022 | Las Vegas Film Critics Society Awards               | Najlepsze efekty specjalne                                                | Czarna Pantera: Wakanda w moim sercu                                   | Nominacja | [ 88 ]          |
| 2022 | Washington DC Area Film Critics Association Awards  | Najlepsza aktorka drugoplanowa                                            | Angela Bassett                                                         | Nominacja | [ 89 ]          |
| 2022 | Washington DC Area Film Critics Association Awards  | Najlepsza scenografia                                                     | Hannah Beachler, Lisa K. Sessions                                      | Wygrana   | [ 89 ]          |
| 2022 | Chicago Film Critics Association Awards             | Najlepsze kostiumy                                                        | Ruth E. Carter                                                         | Nominacja | [ 90 ]          |
| 2022 | Phoenix Critics Circle Awards                       | Najlepszy film fantastycznonaukowy                                        | Czarna Pantera: Wakanda w moim sercu                                   | Nominacja | [ 91 ]          |
| 2022 | St. Louis Film Critics Association Awards           | Najlepsza aktorka drugoplanowa                                            | Angela Bassett                                                         | Nominacja | [ 92 ]          |
| 2022 | St. Louis Film Critics Association Awards           | Najlepsze kostiumy                                                        | Ruth E. Carter                                                         | Nominacja | [ 92 ]          |
| 2022 | St. Louis Film Critics Association Awards           | Najlepsza scenografia                                                     | Hannah Beachler                                                        | Nominacja | [ 92 ]          |
| 2022 | St. Louis Film Critics Association Awards           | Najlepszy soundtrack                                                      | Czarna Pantera: Wakanda w moim sercu                                   | Nominacja | [ 92 ]          |
| 2022 | Dallas Fort-Worth Film Critics Association Awards   | Najlepsza aktorka drugoplanowa                                            | Angela Bassett                                                         | Nominacja | [ 93 ]          |
| 2022 | Phoenix Film Critics Society Awards                 | Najlepsze kostiumy                                                        | Ruth E. Carter                                                         | Wygrana   | [ 94 ]          |
| 2022 | Phoenix Film Critics Society Awards                 | Najlepsza piosenka                                                        | „Lift Me Up” – Tems, Rihanna, Ryan Coogler i Ludwig Göransson          | Wygrana   | [ 94 ]          |
| 2022 | Online Association Of Female Film Critics Awards    | Najlepsze kostiumy                                                        | Ruth E. Carter                                                         | Nominacja | [ 95 ]          |
| 2022 | Women Film Critics Circle Awards                    | Najlepsze ukazanie równości płci                                          | Czarna Pantera: Wakanda w moim sercu                                   | Nominacja | [ 96 ]          |
| 2022 | Nevada Film Critics Society Awards                  | Najlepsze efekty specjalne                                                | Czarna Pantera: Wakanda w moim sercu                                   | Wygrana   | [ 97 ]          |
| 2022 | Black Film Critics Circle Awards                    | Najlepsza aktorka drugoplanowa                                            | Angela Bassett                                                         | Wygrana   | [ 98 ]          |
| 2023 | North Carolina Film Critics Association Awards      | Najlepsza aktorka drugoplanowa                                            | Angela Bassett                                                         | Nominacja | [ 99 ]          |
| 2023 | North Carolina Film Critics Association Awards      | Najlepsze kostiumy                                                        | Ruth E. Carter                                                         | Wygrana   | [ 99 ]          |
| 2023 | North Carolina Film Critics Association Awards      | Najlepsze fryzury i makijaż                                               | Camille Friend, Kimberly Felix                                         | Nominacja | [ 99 ]          |
| 2023 | DiscussingFilm Critics Awards                       | Najlepsza piosenka                                                        | „Lift Me Up” – Tems, Rihanna, Ryan Coogler i Ludwig Göransson          | Nominacja | [ 100 ]         |
| 2023 | DiscussingFilm Critics Awards                       | Najlepsze kostiumy                                                        | Ruth E. Carter                                                         | Wygrana   | [ 100 ]         |
| 2023 | DiscussingFilm Critics Awards                       | Najlepsza scenografia                                                     | Hannah Beachler                                                        | Nominacja | [ 100 ]         |
| 2023 | DiscussingFilm Critics Awards                       | Najlepsze fryzury i makijaż                                               | Camille Friend, Kimberly Felix                                         | Nominacja | [ 100 ]         |
| 2023 | DiscussingFilm Critics Awards                       | Najlepsze efekty specjalne                                                | Czarna Pantera: Wakanda w moim sercu                                   | Nominacja | [ 100 ]         |
| 2023 | Columbus Film Critics Association Awards            | Najlepsza rola drugoplanowa                                               | Angela Bassett                                                         | Nominacja | [ 101 ]         |
| 2023 | Critics Association Of Central Florida Awards       | Najlepsza aktorka drugoplanowa                                            | Angela Bassett                                                         | Wygrana   | [ 102 ]         |
| 2023 | San Diego Film Critics Society Awards               | Najlepsze kostiumy                                                        | Ruth E. Carter                                                         | Nominacja | [ 103 ]         |
| 2023 | San Francisco Bay Area Film Critics Circle Awards   | Najlepsza aktorka drugoplanowa                                            | Angela Bassett                                                         | Nominacja | [ 104 ]         |
| 2023 | San Francisco Bay Area Film Critics Circle Awards   | Najlepsza scenografia                                                     | Hannah Beachler                                                        | Nominacja | [ 104 ]         |
| 2023 | Music City Film Critics Association Awards          | Najlepsza aktorka drugoplanowa                                            | Angela Bassett                                                         | Nominacja | [ 105 ]         |
| 2023 | Music City Film Critics Association Awards          | Najlepsza piosenka                                                        | „Lift Me Up” – Tems, Rihanna, Ryan Coogler i Ludwig Göransson          | Nominacja | [ 105 ]         |
| 2023 | Złote Globy                                         | Najlepsza aktorka drugoplanowa                                            | Angela Bassett                                                         | Wygrana   | [ 106 ]         |
| 2023 | Złote Globy                                         | Najlepsza piosenka                                                        | „Lift Me Up” – Tems, Rihanna, Ryan Coogler i Ludwig Göransson          | Nominacja | [ 106 ]         |
| 2023 | Iowa Film Critics Association Awards                | Najlepsza piosenka                                                        | „Lift Me Up” – Tems, Rihanna, Ryan Coogler i Ludwig Göransson          | Nominacja | [ 107 ]         |
| 2023 | Hawaii Film Critics Society Awards                  | Najlepsza aktorka drugoplanowa                                            | Angela Bassett                                                         | Nominacja | [ 108 ]         |
| 2023 | Hawaii Film Critics Society Awards                  | Najlepsze kostiumy                                                        | Ruth E. Carter                                                         | Wygrana   | [ 108 ]         |
| 2023 | Hawaii Film Critics Society Awards                  | Najlepsza piosenka                                                        | „Lift Me Up” – Tems, Rihanna, Ryan Coogler i Ludwig Göransson          | Nominacja | [ 108 ]         |
| 2023 | Hawaii Film Critics Society Awards                  | Najlepsze efekty specjalne                                                | Czarna Pantera: Wakanda w moim sercu                                   | Nominacja | [ 108 ]         |
| 2023 | Hawaii Film Critics Society Awards                  | Najlepsza praca kaskaderów                                                | Czarna Pantera: Wakanda w moim sercu                                   | Nominacja | [ 108 ]         |
| 2023 | Hawaii Film Critics Society Awards                  | Najlepsza adaptacja komiksu                                               | Czarna Pantera: Wakanda w moim sercu                                   | Nominacja | [ 108 ]         |
| 2023 | Hawaii Film Critics Society Awards                  | Najlepszy film fantastycznonaukowy                                        | Czarna Pantera: Wakanda w moim sercu                                   | Nominacja | [ 108 ]         |
| 2023 | Georgia Film Critics Association Awards             | Najlepsza aktorka drugoplanowa                                            | Angela Bassett                                                         | Nominacja | [ 109 ]         |
| 2023 | Georgia Film Critics Association Awards             | Najlepsza scenografia                                                     | Hannah Beachler, Lisa K. Sessions                                      | Nominacja | [ 109 ]         |
| 2023 | Georgia Film Critics Association Awards             | Najlepsza muzyka                                                          | Ludwig Göransson                                                       | Nominacja | [ 109 ]         |
| 2023 | Georgia Film Critics Association Awards             | Najlepsza piosenka                                                        | „Lift Me Up” – Tems, Rihanna, Ryan Coogler i Ludwig Göransson          | Nominacja | [ 109 ]         |
| 2023 | Georgia Film Critics Association Awards             | Oglethorpe Award                                                          | Czarna Pantera: Wakanda w moim sercu                                   | Nominacja | [ 109 ]         |
| 2023 | Critics’ Choice Movie Awards                        | Najlepsza aktorka drugoplanowa                                            | Angela Bassett                                                         | Wygrana   | [ 110 ]         |
| 2023 | Critics’ Choice Movie Awards                        | Najlepsza piosenka                                                        | „Lift Me Up” – Tems, Rihanna, Ryan Coogler i Ludwig Göransson          | Nominacja | [ 110 ]         |
| 2023 | Critics’ Choice Movie Awards                        | Najlepsze kostiumy                                                        | Ruth E. Carter                                                         | Wygrana   | [ 110 ]         |
| 2023 | Critics’ Choice Movie Awards                        | Najlepsza scenografia                                                     | Hannah Beachler, Lisa K. Sessions                                      | Nominacja | [ 110 ]         |
| 2023 | Critics’ Choice Movie Awards                        | Najlepsze fryzury i makijaż                                               | Camille Friend, Kimberly Felix                                         | Nominacja | [ 110 ]         |
| 2023 | Critics’ Choice Movie Awards                        | Najlepsze efekty specjalne                                                | Czarna Pantera: Wakanda w moim sercu                                   | Nominacja | [ 110 ]         |
| 2023 | Portland Critics Association Awards                 | Najlepsze kostiumy                                                        | Ruth E. Carter                                                         | Nominacja | [ 111 ]         |
| 2023 | African American Film Critics Association Awards    | Najlepsza aktorka drugoplanowa                                            | Angela Bassett                                                         | Wygrana   | [ 112 ]         |
| 2023 | African American Film Critics Association Awards    | Najlepsza piosenka                                                        | „Lift Me Up” – Tems, Rihanna, Ryan Coogler i Ludwig Göransson          | Wygrana   | [ 112 ]         |
| 2023 | African American Film Critics Association Awards    | Building Change Award                                                     | Hannah Beachler za kostiumy                                            | Wygrana   | [ 112 ]         |
| 2023 | African American Film Critics Association Awards    | The Ashley Boone Award                                                    | Nate Moore za produkcję                                                | Wygrana   | [ 112 ]         |
| 2023 | Denver Film Critics Society Awards                  | Najlepsza aktorka drugoplanowa                                            | Angela Bassett                                                         | Nominacja | [ 113 ]         |
| 2023 | Denver Film Critics Society Awards                  | Najlepsza piosenka                                                        | „Lift Me Up” – Tems, Rihanna, Ryan Coogler i Ludwig Göransson          | Nominacja | [ 113 ]         |
| 2023 | North Dakota Film Society Awards                    | Najlepsze kostiumy                                                        | Ruth E. Carter                                                         | Nominacja | [ 114 ]         |
| 2023 | Seattle Film Critics Society Awards                 | Najlepsza aktorka drugoplanowa                                            | Angela Bassett                                                         | Nominacja | [ 115 ]         |
| 2023 | Seattle Film Critics Society Awards                 | Najlepsze kostiumy                                                        | Ruth E. Carter                                                         | Nominacja | [ 115 ]         |
| 2023 | Chicago Indie Critics Awards                        | Najlepsza aktorka drugoplanowa                                            | Angela Bassett                                                         | Nominacja | [ 116 ]         |
| 2023 | Chicago Indie Critics Awards                        | Najlepsze kostiumy                                                        | Ruth E. Carter                                                         | Nominacja | [ 116 ]         |
| 2023 | Chicago Indie Critics Awards                        | Najlepsza scenografia                                                     | Hannah Beachler, Lisa K. Sessions                                      | Nominacja | [ 116 ]         |
| 2023 | Chicago Indie Critics Awards                        | Najlepsza piosenka                                                        | „Lift Me Up” – Tems, Rihanna, Ryan Coogler i Ludwig Göransson          | Nominacja | [ 116 ]         |
| 2023 | Chicago Indie Critics Awards                        | Najlepsza muzyka                                                          | Ludwig Göransson                                                       | Nominacja | [ 116 ]         |
| 2023 | Online Film Critics Society Awards                  | Najlepsza aktorka drugoplanowa                                            | Angela Bassett                                                         | Nominacja | [ 117 ]         |
| 2023 | Online Film Critics Society Awards                  | Najlepsze kostiumy                                                        | Ruth E. Carter                                                         | Wygrana   | [ 117 ]         |
| 2023 | London Film Critics Circle Awards                   | Najlepsza brytyjska lub irlandzka aktorka                                 | Letitia Wright                                                         | Nominacja | [ 118 ]         |
| 2023 | London Film Critics Circle Awards                   | Najlepsze techniczne osiągnięcie                                          | Ruth E. Carter (za kostiumy)                                           | Nominacja | [ 118 ]         |
| 2023 | Black Reel Awards                                   | Najlepszy film                                                            | Czarna Pantera: Wakanda w moim sercu                                   | Nominacja | [ 119 ]         |
| 2023 | Black Reel Awards                                   | Najlepszy filmowy zespół aktorski                                         | Czarna Pantera: Wakanda w moim sercu                                   | Nominacja | [ 119 ]         |
| 2023 | Black Reel Awards                                   | Najlepsza aktorka                                                         | Letitia Wright                                                         | Nominacja | [ 119 ]         |
| 2023 | Black Reel Awards                                   | Najlepsza aktorka drugoplanowa                                            | Angela Bassett                                                         | Wygrana   | [ 119 ]         |
| 2023 | Black Reel Awards                                   | Najlepszy przełomowy występ aktorki                                       | Dominique Thorne                                                       | Nominacja | [ 119 ]         |
| 2023 | Black Reel Awards                                   | Najlepszy reżyser                                                         | Ryan Coogler                                                           | Nominacja | [ 119 ]         |
| 2023 | Black Reel Awards                                   | Najlepszy scenariusz                                                      | Ryan Coogler, Joe Robert Cole                                          | Nominacja | [ 119 ]         |
| 2023 | Black Reel Awards                                   | Najlepsze zdjęcia                                                         | Autumn Durald Arkapaw                                                  | Nominacja | [ 119 ]         |
| 2023 | Black Reel Awards                                   | Najlepszy montaż                                                          | Michael Shawver, Kelley Dixon, Jennifer Lame                           | Nominacja | [ 119 ]         |
| 2023 | Black Reel Awards                                   | Najlepsza scenografia                                                     | Hannah Beachler                                                        | Wygrana   | [ 119 ]         |
| 2023 | Black Reel Awards                                   | Najlepsze kostiumy                                                        | Ruth E. Carter                                                         | Wygrana   | [ 119 ]         |
| 2023 | Black Reel Awards                                   | Najlepsza piosenka                                                        | „Lift Me Up” – Tems, Rihanna, Ryan Coogler i Ludwig Göransson          | Wygrana   | [ 119 ]         |
| 2023 | Black Reel Awards                                   | Najlepsza piosenka                                                        | „Born Again” – James Fauntleroy, Ludwig Göransson, Rihanna i The-Dream | Nominacja | [ 119 ]         |
| 2023 | Black Reel Awards                                   | Najlepszy soundtrack                                                      | Czarna Pantera: Wakanda w moim sercu                                   | Wygrana   | [ 119 ]         |
| 2023 | Amerykańska Gildia Charakteryzatorów                | Najlepszy specjalny efekt w makijażu                                      | Joel Harlow, Kim Felix                                                 | Nominacja | [ 120 ]         |
| 2023 | Amerykańska Gildia Charakteryzatorów                | Najlepsze współczesne fryzury w filmie                                    | Camille Friend, Evelyn Feliciano, Marva Stokes, Victor Paz             | Wygrana   | [ 120 ]         |
| 2023 | Set Decorators Society Of America Awards            | Najlepsza scenografia w filmie fantastycznonaukowym / fantasy             | Lisa Sessions Morgan, Hannah Beachler                                  | Nominacja | [ 121 ]         |
| 2023 | Society of Composers & Lyricists Awards             | Najlepsza piosenka dla dramatycznej lub dokumentalnej produkcji wizualnej | „Lift Me Up” – Tems, Rihanna, Ryan Coogler i Ludwig Göransson          | Nominacja | [ 122 ]         |
| 2023 | VES Awards                                          | Najlepsze symulacje w fotorealistycznym filmie aktorskim                  | Matthew Hanger, Alexis Hall, Hang Yang, Mikel Zuloaga                  | Nominacja | [ 123 ]         |
| 2023 | Houston Film Critics Society Awards                 | Najlepsza piosenka                                                        | „Lift Me Up” – Tems, Rihanna, Ryan Coogler i Ludwig Göransson          | Nominacja | [ 124 ]         |
| 2023 | Houston Film Critics Society Awards                 | Najlepsze efekty specjalne                                                | Czarna Pantera: Wakanda w moim sercu                                   | Nominacja | [ 124 ]         |
| 2023 | Amerykańska Gildia Scenografów                      | Najlepsza scenografia w filmie fantasy                                    | Hannah Beachler                                                        | Nominacja | [ 125 ]         |
| 2023 | Nagroda Brytyjskiej Akademii Filmowej               | Najlepsza aktorka drugoplanowa                                            | Angela Bassett                                                         | Nominacja | [ 126 ]         |
| 2023 | Dorian Awards                                       | Najlepsza rola drugoplanowa w filmie                                      | Angela Bassett                                                         | Nominacja | [ 127 ]         |
| 2023 | Hollywood Critics Association Creative Arts Awards  | Najlepsze kostiumy                                                        | Ruth E. Carter                                                         | Wygrana   | [ 128 ]         |
| 2023 | Hollywood Critics Association Creative Arts Awards  | Najlepsza scenografia                                                     | Hannah Beachler, Lisa K. Sessions                                      | Nominacja | [ 128 ]         |
| 2023 | Hollywood Critics Association Creative Arts Awards  | Najlepsze fryzury i makijaż                                               | Camille Friend, Kimberly Felix                                         | Nominacja | [ 128 ]         |
| 2023 | Hollywood Critics Association Creative Arts Awards  | Najlepsza kampania marketingowa                                           | Czarna Pantera: Wakanda w moim sercu                                   | Nominacja | [ 128 ]         |
| 2023 | Hollywood Critics Association Awards                | Najlepszy film akcji                                                      | Czarna Pantera: Wakanda w moim sercu                                   | Nominacja | [ 129 ]         |
| 2023 | Hollywood Critics Association Awards                | Najlepsza aktorka drugoplanowa                                            | Angela Bassett                                                         | Wygrana   | [ 129 ]         |
| 2023 | Hollywood Critics Association Awards                | Najlepsza piosenka                                                        | „Lift Me Up” – Tems, Rihanna, Ryan Coogler i Ludwig Göransson          | Nominacja | [ 129 ]         |
| 2023 | Minnesota Film Critics Alliance Awards              | Najlepsza aktorka drugoplanowa                                            | Angela Bassett                                                         | Wygrana   | [ 130 ]         |
| 2023 | Minnesota Film Critics Alliance Awards              | Najlepsza muzyka                                                          | Czarna Pantera: Wakanda w moim sercu                                   | Nominacja | [ 130 ]         |
| 2023 | Minnesota Film Critics Alliance Awards              | Najlepsze kostiumy i charakteryzacja                                      | Czarna Pantera: Wakanda w moim sercu                                   | Nominacja | [ 130 ]         |
| 2023 | NAACP Image Awards                                  | Najlepszy film                                                            | Czarna Pantera: Wakanda w moim sercu                                   | Wygrana   | [ 131 ] [ 132 ] |
| 2023 | NAACP Image Awards                                  | Najlepsza aktorka filmowa                                                 | Letitia Wright                                                         | Nominacja | [ 131 ] [ 132 ] |
| 2023 | NAACP Image Awards                                  | Najlepszy drugoplanowy aktor filmowy                                      | Tenoch Huerta                                                          | Wygrana   | [ 131 ] [ 132 ] |
| 2023 | NAACP Image Awards                                  | Najlepsza drugoplanowa aktorka filmowa                                    | Angela Bassett                                                         | Wygrana   | [ 131 ] [ 132 ] |
| 2023 | NAACP Image Awards                                  | Najlepsza drugoplanowa aktorka filmowa                                    | Danai Gurira                                                           | Nominacja | [ 131 ] [ 132 ] |
| 2023 | NAACP Image Awards                                  | Najlepsza drugoplanowa aktorka filmowa                                    | Lupita Nyong’o                                                         | Nominacja | [ 131 ] [ 132 ] |
| 2023 | NAACP Image Awards                                  | Najlepszy filmowy zespół aktorski                                         | Czarna Pantera: Wakanda w moim sercu                                   | Wygrana   | [ 131 ] [ 132 ] |
| 2023 | NAACP Image Awards                                  | Najlepszy soundtrack lub album koncepcyjny                                | Black Panther: Wakanda Forever – Music From and Inspired By            | Wygrana   | [ 131 ] [ 132 ] |
| 2023 | NAACP Image Awards                                  | Najlepszy scenariusz filmowy                                              | Ryan Coogler, Joe Robert Cole                                          | Wygrana   | [ 131 ] [ 132 ] |
| 2023 | NAACP Image Awards                                  | Najlepsza reżysera w filmie                                               | Ryan Coogler                                                           | Nominacja | [ 131 ] [ 132 ] |
| 2023 | NAACP Image Awards                                  | Najlepsze kostiumy                                                        | Ruth E. Carter                                                         | Wygrana   | [ 131 ] [ 132 ] |
| 2023 | NAACP Image Awards                                  | Najlepsze fryzury                                                         | Camille Friend                                                         | Wygrana   | [ 131 ] [ 132 ] |
| 2023 | NAACP Image Awards                                  | Najlepszy utwór Soul/R&B                                                  | „Lift Me Up” – Tems, Rihanna, Ryan Coogler i Ludwig Göransson          | Nominacja | [ 131 ] [ 132 ] |
| 2023 | NAACP Image Awards                                  | Najlepszy teledysk                                                        | „Lift Me Up” – Rihanna                                                 | Wygrana   | [ 131 ] [ 132 ] |
| 2023 | NAACP Image Awards                                  | Najlepszy utwór zagraniczny                                               | „No Woman No Cry” – Tems                                               | Wygrana   | [ 131 ] [ 132 ] |
| 2023 | NAACP Image Awards                                  | Entertainer of the Year                                                   | Angela Bassett                                                         | Wygrana   | [ 131 ] [ 132 ] |
| 2023 | Amerykańska Gildia Producentów Filmowych            | Najlepszy producent filmowy                                               | Kevin Feige, Nate Moore                                                | Nominacja | [ 133 ]         |
| 2023 | Amerykańska Gildia Aktorów Filmowych                | Najlepsza aktorka drugoplanowa                                            | Angela Bassett                                                         | Nominacja | [ 134 ]         |
| 2023 | Amerykańska Gildia Aktorów Filmowych                | Najlepszy zespół kaskaderski w filmie                                     | Czarna Pantera: Wakanda w moim sercu                                   | Nominacja | [ 134 ]         |
| 2023 | Latino Entertainment Journalists Association Awards | Najlepszy aktor drugoplanowy                                              | Ténoch Huerta                                                          | Nominacja | [ 135 ]         |
| 2023 | Latino Entertainment Journalists Association Awards | Najlepsza aktorka drugoplanowa                                            | Angela Bassett                                                         | Nominacja | [ 135 ]         |
| 2023 | Latino Entertainment Journalists Association Awards | Najlepsza scenografia                                                     | Hannah Beachler, Lisa K. Sessions                                      | Nominacja | [ 135 ]         |
| 2023 | Latino Entertainment Journalists Association Awards | Najlepsze kostiumy                                                        | Ruth E. Carter                                                         | Wygrana   | [ 135 ]         |
| 2023 | Latino Entertainment Journalists Association Awards | Najlepsza charakteryzacja                                                 | Joel Harlow                                                            | Nominacja | [ 135 ]         |
| 2023 | Latino Entertainment Journalists Association Awards | Najlepsze efekty specjalne                                                | Geoffrey Baumann, Craig Hammack, Hanzhi Tang, Dan Sudick               | Nominacja | [ 135 ]         |
| 2023 | Latino Entertainment Journalists Association Awards | Najlepszy projekt kaskaderski                                             | Czarna Pantera: Wakanda w moim sercu                                   | Nominacja | [ 135 ]         |
| 2023 | Latino Entertainment Journalists Association Awards | Najlepsza piosenka                                                        | „Lift Me Up” – Tems, Rihanna, Ryan Coogler i Ludwig Göransson          | Wygrana   | [ 135 ]         |
| 2023 | Amerykańska Gildia Kostiumologów                    | Najlepsze kostiumy w filmie fantastycznonaukowym / fantasy                | Ruth E. Carter                                                         | Nominacja | [ 136 ]         |
| 2023 | Satellite Awards                                    | Najlepszy film                                                            | Czarna Pantera: Wakanda w moim sercu                                   | Nominacja | [ 137 ]         |
| 2023 | Satellite Awards                                    | Najlepsza aktorka drugoplanowa                                            | Angela Bassett                                                         | Nominacja | [ 137 ]         |
| 2023 | Satellite Awards                                    | Najlepsze kostiumy                                                        | Ruth E. Carter                                                         | Nominacja | [ 137 ]         |
| 2023 | Satellite Awards                                    | Najlepsza piosenka                                                        | „Lift Me Up” – Tems, Rihanna, Ryan Coogler i Ludwig Göransson          | Nominacja | [ 137 ]         |
| 2023 | Kids’ Choice Awards                                 | Ulubiony film                                                             | Czarna Pantera: Wakanda w moim sercu                                   | Nominacja | [ 138 ]         |
| 2023 | Kids’ Choice Awards                                 | Ulubiona aktorka filmowa                                                  | Letitia Wright                                                         | Nominacja | [ 138 ]         |
| 2023 | Kids’ Choice Awards                                 | Ulubiona aktorka filmowa                                                  | Lupita Nyong’o                                                         | Nominacja | [ 138 ]         |
| 2023 | Amerykańska Gildia Scenarzystów                     | Najlepszy scenariusz adaptowany                                           | Joe Robert Cole, Ryan Coogler                                          | Nominacja | [ 139 ]         |
| 2023 | Nagroda Akademii Filmowej                           | Najlepsza aktorka drugoplanowa                                            | Angela Bassett                                                         | Nominacja | [ 140 ]         |
| 2023 | Nagroda Akademii Filmowej                           | Najlepsze kostiumy                                                        | Ruth E. Carter                                                         | Wygrana   | [ 140 ]         |
| 2023 | Nagroda Akademii Filmowej                           | Najlepsza charakteryzacja i fryzury                                       | Camille Friend, Joel Harlow                                            | Nominacja | [ 140 ]         |
| 2023 | Nagroda Akademii Filmowej                           | Najlepsze efekty specjalne                                                | Geoffrey Baumann, Craig Hammack, R. Christopher White, Dan Sudick      | Nominacja | [ 140 ]         |
| 2023 | Nagroda Akademii Filmowej                           | Najlepsza piosenka                                                        | „Lift Me Up” – Tems, Rihanna, Ryan Coogler i Ludwig Göransson          | Nominacja | [ 140 ]         |
| 2023 | Critics Choice Super Awards                         | Najlepszy film superbohaterski                                            | Czarna Pantera: Wakanda w moim sercu                                   | Nominacja | [ 141 ]         |
| 2023 | Critics Choice Super Awards                         | Najlepszy aktor w filmie o superbohaterach                                | Tenoch Huerta                                                          | Nominacja | [ 141 ]         |
| 2023 | Critics Choice Super Awards                         | Najlepsza aktorka w filmie o superbohaterach                              | Angela Bassett                                                         | Wygrana   | [ 141 ]         |
| 2023 | Critics Choice Super Awards                         | Najlepsza aktorka w filmie o superbohaterach                              | Letitia Wright                                                         | Nominacja | [ 141 ]         |
| 2023 | Critics Choice Super Awards                         | Najlepszy czarny charakter w filmie                                       | Tenoch Huerta                                                          | Nominacja | [ 141 ]         |
| 2023 | MTV Movie & TV Awards                               | Najlepszy film                                                            | Czarna Pantera: Wakanda w moim sercu                                   | Nominacja | [ 142 ]         |
| 2023 | MTV Movie & TV Awards                               | Najlepszy zespół aktorski                                                 | Czarna Pantera: Wakanda w moim sercu                                   | Nominacja | [ 142 ]         |
| 2023 | MTV Movie & TV Awards                               | Najlepsza piosenka                                                        | „Lift Me Up” – Tems, Rihanna, Ryan Coogler i Ludwig Göransson          | Nominacja | [ 142 ]         |
| 2023 | Hugo Awards                                         | Najlepsza prezentacja dramatyczna – długa forma                           | Ryan Coogler, Joe Robert Cole                                          | Nominacja | [ 143 ]         |
| 2024 | Saturn Awards                                       | Najlepszy film superbohaterski                                            | Czarna Pantera: Wakanda w moim sercu                                   | Nominacja | [ 144 ]         |
| 2024 | Saturn Awards                                       | Najlepsza aktorka drugoplanowa                                            | Angela Bassett                                                         | Nominacja | [ 144 ]         |
| 2024 | Saturn Awards                                       | Najlepsze kostiumy                                                        | Ruth E. Carter                                                         | Nominacja | [ 144 ]         |

## Kontynuacja
W grudniu 2020 roku Kevin Feige zapowiedział serial Ironheart z Dominique Thorne w tytułowej roli. W sierpniu poinformowano, że postać grana przez Thorne, Riri Williams / Ironheart, zadebiutuje w filmie Czarna Pantera: Wakanda w moim sercu. Serial zadebiutuje w 2023 roku w serwisie Disney+. W listopadzie 2022 roku Nate Moore poinformował, że Ironheart będzie bezpośrednią kontynuacją filmu. Ujawniono również, że Feige i Ryan Coogler rozmawiali już na temat potencjalnego trzeciego filmu o Czarnej Panterze.